# 马尔尼奥
马尔尼奥（義大利語：Margno），是意大利莱科省的一个市镇。总面积3平方公里，人口370人，人口密度123.3人/平方公里（2009年）。国家统计（ISTAT）代码为097047。
马尔尼奥与卡萨尔戈、克兰多拉瓦尔萨西纳和塔切诺。